# Louis-Nicholas-Marie Destouches
 Louis-Nicholas-Marie Destouches est un architecte français né le 8 mai 1788 et mort le 24 janvier 1850 à Paris. Il est issu d’une famille distinguée dans les arts et la magistrature, son père était conseiller au Châtelet.

## Biographie
Louis Destouches est admis à l’École des Beaux-arts en 1805, comme élève d'Antoine Vaudoyer et de Charles Percier. Il part étudier en Italie pendant 5 ans. De retour en France en 1820, il devient successivement architecte à l’Église Saint-Pierre-du-Gros-Caillou, l’École nationale vétérinaire d'Alfort, le Muséum national d'histoire naturelle et le Panthéon. Il fut membre de la Société centrale des architectes français à partir 1840 et fait chevalier de la Légion d’honneur en 1841.

### Vie privée
En 1815, Louis Destouches épouse Armande-Edmée Charton (Nièvre, 1787 – Paris, 1831) qui vient aussi d’une famille aisée et qui fut auparavant engagée à Pierre-Charles Destouches, le grand frère de Louis, jeune officier de Napoléon qui fut tué pendant la Campagne de Silésie. Alors que Louis Destouches parfait sa formation en Italie, le peintre Jean-Auguste-Dominique Ingres réalisa un portrait de Armande-Edmée Charton en 1816.
Les Destouches eurent trois enfants, dont une fille, Armande-Anne-Angélique Nancy Destouches (1822- 1902). Encore enfant, celle-ci fut le sujet présumé d’un portrait par Auguste Vinchon en 1829 sous l’intitulé Portrait de Nency Destouches. Elle épousa plus-tard l’architecte Hector-Martin Lefuel en 1845. Ce portrait a récemment été mis en vente par Olivier le Fuel et acquis par le High Museum of Art à Atlanta.

## Œuvre
- Mémoire relatif aux embellissements de la place Louis XVI, Paris, 1830

## Postérité

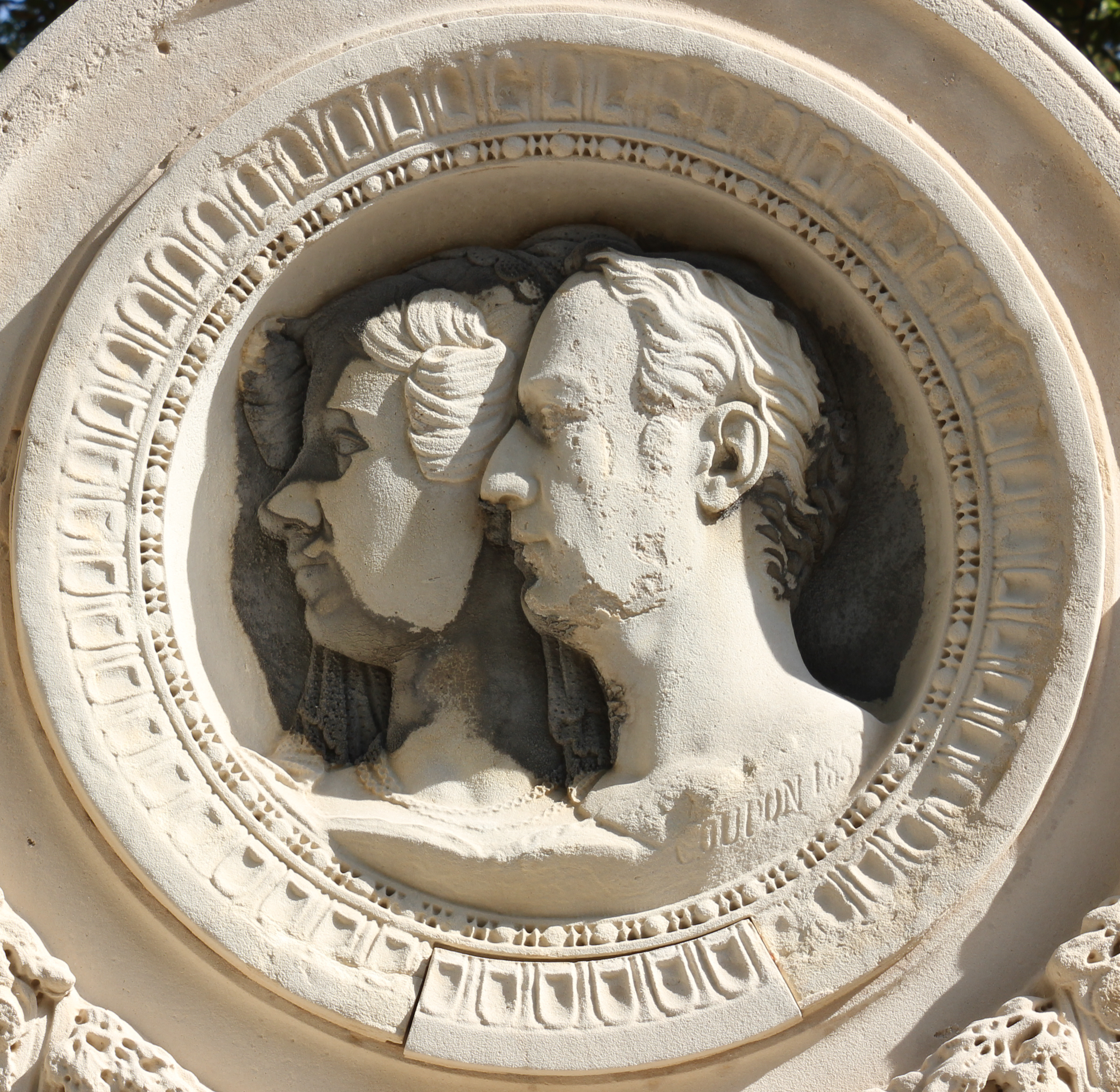
Jean-Joseph Coupon, Tombeau de Louis Nicolas Destouches, Paris, cimetière du Père-Lachaise.

Les époux Destouches sont enterrés au Père-Lachaise. Leur tombeau a été dessiné par Auguste Caristie et un monument funéraire comportant un médaillon en marbre du portrait des époux est l’œuvre de Jean-Joseph Coupon en 1853. 